# Аюрбарибада
Аюрбарибада (9 апреля 1285 — 1 марта 1320) — четвёртый император династии Юань (китайское храмовое имя — Жэнь-цзун; кит. упр. 仁宗, пиньинь Rénzōng); девизы правления — Хуанцин (кит. упр. 皇慶, пиньинь Huángqìng; 1312—1313), Янью (кит. упр. 延祐 , пиньинь Yányòu; 1314—1320), восьмой каган (каан) Монгольской империи (монгольское храмовое имя — Буянту-хаган; монг. Буянт хаан).

## Юность
Аюрбарибада, второй сын Дармабалы, брата Тэмура и внука Хубилая, родился в 1285 году. Учился у конфуцианца Ли Мэна. С юности его окружали такие китайские учёные как Чэнь Хао (1264—1339), Ван И, Ван Юэ (1252—1333), Чжао Мэнфу (1254—1322), Ван Цзе (1275—1336), Чжан Янхао, Шан Е (1244—1319), Яо Суй (1201—1278) и Сяо Ку (1241—1318); художники Шан Ци и Ван Чжэньпэн; Чаган, учёный из Балха, будущий выдающийся переводчик.
Старшая жена каана Тэмура влиятельная Булухан (Бурхан) добилась в июне 1305 года утверждения наследником её сына Дэ-шоу, и, чтобы облегчить ему путь к трону, выслал из столицы возможных соперников. Аюрбарибада в августе был отправлен в Хуай-чжоу (Цинь-ян, Хэнань) как князь Хуайнин. Дэ-шоу умер в январе 1306 г., и после смерти Тэмура 2 февраля 1307 года в борьбе за власть сошлись две партии. Одна выдвигала кандидатом на престол двоюродного брата Тэмура Ананду, князя Аньси, при регентстве Булухан, его любовницы; их поддерживали левый министр (цзо-чэнсян) Ахутай и другие чиновники правительства. Другая партия выступала за племянников Тэмура — Хайсана и Айюрбарибаду. Хайсан в это время был в западной Монголии, Аюрбарибада в своих владениях в Хуай-чжоу. Хайсан имел славу военного героя, он командовал наиболее мощной армией в империи. Аюрбарибада служил эталоном конфуцианской добродетели и был популярен среди китайцев.
Прибыв в Даду, Аюрбарибада с помощью войск, переданными ему правым министром (ю-чэнсян) Аргасуном, 4 апреля взял штурмом дворец, убил Ахутая и арестовал Ананду и Булухан. Хотя Аюрбарибада получил преимущество, взяв под контроль столицу, Хайсан был не только старшим по возрасту, но и имел военное превосходство над младшим братом. При посредничестве их матери Таджи было достигнуто соглашение, что Аюрбарибада откажется от регентства, установленного им после взятия дворца, а Хайсан признает своего брата наследником после вступления на престол. Последовавшая 21 июня 1307 года интронизация Хайсана, прибывшего из Монголии с 30-тысячным войском, была проведена на манер курултая. Однако, курултай был не более чем ритуалом, исполненным, чтобы придать вид легитимности насильственному захвату трона фракцией Хайсана.

## Правление
Своё возведение на трон Аюрбарибада отпраздновал пиром, продолжавшимся целую неделю, в течение которой ежедневно расходовались 40 лошадей и 4 тысяч овец на «вельможную трапезу». Вступление Аюрбарибады на престол в апреле 1311 года было первым случаем мирной передачи власти в истории Юань. Тем не менее, 30 января 1311 года, всего через три дня после смерти Хайсана, Аюрбарибада упразднил Управление государственных дел, а его главных министров — Тогто (не путать с Тогто, 1314—1355), Сань-бао ну, Юэ Ши, Бао-ба и Ван-пу — арестовал и казнил. Было произведено сокращение чиновничего аппарата до размеров 1293 года. В то же время Аюрбарибада увеличил число конфуцианских учёных в правительстве. В дополнение к советникам из монголов и «цветноглазых» он назначил в Секретариат своего наставника Ли Мэна и Чжан Гуя (1264—1327), учёного из видной северокитайской семьи, делегировав им значительную долю власти. Одним из первых актов хан призвал в столицу 16 старейших чиновников, служивших при дворе Хубилая, включая знаменитых Ли Цяня (1234—1312), Хао Тянь-тина (1261—1317), Чэн Цзюй-фу (1249—1318) и Лю Минь-чжуна (1243—1318). Многие из них в дальнейшем были назначены на высокие должности, другие служили в качестве советников.
В 1312 году было основано государственное Управление по использованию пастбищ Монголии. Согласно Юань ши, «народу Монголии были розданы верблюды, лошади, коровы и овцы, чтобы народ успокоился, пася скот». В 1314 году Аюрбарибада освободил население Монголии, учитывая его тяжёлое положение, от налогов и повинностей на два года и запретил винокурение.
Аюрбарибада считался покровителем искусств и наук. В 1315 году были установлены новые правила приёма экзаменов на занятие государственных должностей, император лично участвовал в приёме. Каан «восхищался древностями» (Юань ши) и заказывал переводы на китайский монгольских исторических сочинений. Он приказал Чагану перевести Ди-фань (вероятно, Алтан дэбтэр) и То-би-чи-янь (Тобчиян, монг. «Краткая история»). Перевод То-би-чи-янь — Шэн-у кай-тянь цзи был возможно переименован в Шэн-у цинь-чжэн лу («Описание личных походов священно-воинственного»).
Успешными были военные походы в правление Аюрбарибады. Когда чагатаид Эсен-Бука восстал против империи в 1316 году, императорские войска подавили восстание и продвинулись на западе до озера Иссык-Куль. Эсен-Бука умер в 1318 году и до крушения империи последующие правители не пытались противостоять номинальной власти великих ханов.

## Преемники
По соглашению с Хайсаном, заключённому по вступлении того на престол в 1307 году, Аюрбарибада становился наследником своего брата, но в свою очередь должен был сделать своим наследником его сына Хошилу. Однако в 1316 году Аюрбарибада в нарушение соглашения утвердил наследником своего сына Шидэбалу. Сторонники братьев, борясь за трон, стали подкупать нужных людей ассигнациями и уничтожать кандидатов на престол. Всё это привело к тому, что при Аюрбарибаде было выпущено бумажных денег на 500 тысяч связок серебра. В итоге Шидэбала наследовал своему отцу (1320—1323), а Хошила занимал трон короткое время в 1329 году.